# Rizal (Nueva Ecija)
Rizal is een gemeente in de Filipijnse provincie Nueva Ecija op het eiland Luzon. Bij de laatste census in 2007 had de gemeente ruim 52 duizend inwoners.

## Geografie

### Bestuurlijke indeling
Rizal is onderverdeeld in de volgende 26 barangays:
| - Agbannawag - Aglipay - Bicos - Cabucbucan - Calaocan District - Canaan East - Canaan West - Casilagan - Del Pilar - Estrella - General Luna - Macapsing - Maligaya | - Paco Roman - Pag-asa - Poblacion Central - Poblacion East - Poblacion Norte - Poblacion Sur - Poblacion West - Portal - San Esteban - San Gregorio - Santa Monica - Villa Labrador - Villa Paraiso |

## Demografie
Rizal had bij de census van 2007 een inwoneraantal van 52.465 mensen. Dit zijn 4.299 mensen (8,9%) meer dan bij de vorige census van 2000. De gemiddelde jaarlijkse groei komt daarmee uit op 1,19%, hetgeen lager is dan het landelijk jaarlijks gemiddelde over deze periode (2,04%). Vergeleken met de census van 1995 is het aantal mensen met 6.631 (14,5%) toegenomen.

De bevolkingsdichtheid van Rizal was ten tijde van de laatste census, met 52.465 inwoners op 120,55 km², 380,2 mensen per km².